# Ingrid Lotz
Pour les articles homonymes, voir Lotz.
Ingrid Lotz, née Eichmann le 11 mars 1934 à Malliss (Malliß) en Mecklembourg-Poméranie-Occidentale, est une ancienne athlète allemande qui a remporté une médaille d'argent au  concours de lancer du disque aux Jeux olympiques d'été de 1964 à Tokyo.
Elle a participé à ces jeux dans l'Équipe unifiée d'Allemagne pour l'Allemagne de l'Est et y formait avec son mari, le lanceur de marteau Martin Lotz le seul couple allemand.

## Palmarès

### Jeux olympiques
- Jeux olympiques de 1964 à Tokyo ( Japon)
  -  Médaille d'argent au lancer du disque

### Championnats d'Europe
- Championnats d'Europe d'athlétisme de 1966 à Budapest ( Hongrie)
  - 6e au lancer du disque